# Johanna Hill
Johanna Hill ist eine salvadorianische Politikerin und seit Oktober 2023 stellvertretende Generaldirektorin der Welthandelsorganisation.

## Leben
Hill hat einen Bachelor der Tufts University und einen Master in internationaler Wirtschaftspolitik der Columbia University.
Im Laufe ihrer beruflichen Karriere arbeitete sie als geschäftsführende Direktorin der el-salvadorianischen Kammer für Telekommunikation, Partner einer Consulting Gruppe und Mitglied des Vorstandes von Banco Azul. Ebenso diente sie als stellvertretende Wirtschaftsministerin von El Salvador. In dieser Rolle war sie für die Handelspolitik zuständig. Vor ihrer Ernennung war sie in verschiedenen Positionen für das Wirtschaftsministerium tätig, so auch als Direktorin für Handelspolitik. Im Oktober 2023 wurde sie von Ngozi Okonjo-Iweala als Nachfolgerin von Anabel Gonzalez zur stellvertretenden Generaldirektorin der Welthandelsorganisation ernannt. Sie ist in diesem Amt für die Bereiche Wirtschaftsforschung, geistiges Eigentum, Sprachendienste und Handel mit Dienstleistungen zuständig.